# Labangan
Labangan là một đô thị cấp bốn ở tỉnh Zamboanga del Sur, Philippines. Theo điều tra dân số năm 2000, đô thị này có dân số 34.530 người trong 6.629 hộ.

## Các đơn vị hành chính
Labangan, về mặt hành chính, được chia thành 25 khu phố (barangay).
| - Bagalupa - Balimbingan (West Luya) - Binayan - Bokong - Bulanit - Cogonan - Combo - Dalapang - Dimasangca - Dipaya - Langapod - Lantian - Lower Campo Islam (Pob.) | - Lower Pulacan - Lower Sang-an - New Labangan - Noboran - Old Labangan - San Isidro - Santa Cruz - Tapodoc - Tawagan Norte - Upper Campo Islam (Pob.) - Upper Pulacan - Upper Sang-an |